# ADEKA
株式会社ADEKA（アデカ）は、東京都荒川区に本社を置く日本の化学素材メーカー。半導体材料や樹脂添加剤などの中間素材で世界トップシェアを誇る。世界21の国や地域に58のグループ会社を有する。古河三水会に所属している。2006年5月1日に現社名に変更するまでの社名は旭電化工業株式会社（あさひでんかこうぎょう）。

## 主力製品・事業
- 化学品事業
  - 樹脂添加剤：ポリオレフィン用添加剤、塩ビ用安定剤・可塑剤、その他
  - 情報・電子化学品：高純度半導体材料、電子回路基板エッチング装置及び薬剤、光硬化樹脂、光開始剤、その他
  - 機能化学品：エポキシ樹脂、ポリウレタン原料、水系樹脂、界面活性剤、潤滑油添加剤、厨房用洗浄剤、化粧品原料、プロピレングリコール類、過酸化水素及び誘導品、水膨張性シール材、その他
- 食品事業
  - マーガリン、ショートニング、チョコレート用油脂、フライ・調理用油脂、プラントベースフード、ホイップクリーム、練込用クリーム、フィリング類、マヨネーズ・ドレッシング類、機能性食品素材、その他
- ライフサイエンス事業（日本農薬を参照）
  - 農薬、医薬品、医薬部外品、動物用医薬品、木材用薬品、医療材料等

## 主要事業所
- 本社 - 東京都荒川区東尾久七丁目2番35号
- 大阪支社 - 大阪府大阪市北区曽根崎2-12-7（清和梅田ビル17階）
- 名古屋支店 - 愛知県名古屋市中村区名駅南1-20-12（ヨンゴービル）
- 福岡支店 - 福岡県福岡市博多区博多駅前3-22-8（朝日生命博多駅前ビル）
- 札幌営業所 - 北海道札幌市中央区北4条西2丁目1-18（邦洋札幌Ｎ4・2ビル11階）
- 仙台営業所 - 宮城県仙台市青葉区一番町3-3-5
- 海外：アメリカ、ドイツ、フランス、イギリス、オランダ、ハンガリー、中国、台湾、韓国、タイ、ベトナム、シンガポール、マレーシア、インド、UAE、南アフリカ、メキシコ、ブラジル、コロンビア、チリ
- 鹿島食品工場／鹿島化学品工場（東地区） - 茨城県神栖市東和田29
- 鹿島食品工場／鹿島化学品工場（西地区） - 茨城県神栖市東深芝5
- 千葉工場 - 千葉県袖ケ浦市北袖3-1
- 三重工場 - 三重県員弁郡東員町山田3707-1
- 富士工場 - 静岡県富士市富士岡580
- 相馬工場 - 福島県相馬市光陽1-1-1
- 明石工場 - 兵庫県加古郡稲美町六分一1183
- 尾久中央開発研究所 - 東京都荒川区東尾久7-2-34
- 浦和開発研究所 - 埼玉県さいたま市南区白幡5-2-13
- 久喜開発研究所 - 埼玉県久喜市菖蒲町昭和沼20

## 沿革
- 1915年 - 古河合名会社（現在の古河機械金属株式会社）、東京電気（現在の株式会社東芝）、桂川電力（現在の東京電力株式会社）が中心になって東京電化工業所を設立、電解法による苛性ソーダを製造。
- 1917年 - 株式会社に改組し旭電化工業株式会社を設立。
- 1918年 - 尾久工場完成、操業開始。
- 1919年 - 水素利用による硬化油の製造開始。
- 1928年 - 農業薬品製造部門を分離して日本農薬株式会社を設立。
- 1929年 - リス印マーガリン製造開始。
- 1947年 - 製品の販売を目的として陽光産業（現・ADEKAケミカルサプライ）を設立。
- 1949年 - 東京証券取引所一部に上場。
- 1961年 - 旭友不動産（株）（現・ADEKAライフクリエイト）を設立。
- 1969年 - ミツワ石鹸、第一工業製薬と合同で「日本サンホーム」（現・P&Gジャパン）を設立。
- 1972年 - 米P&Gが日本サンホームを買収。米P&G・日本サンホーム・伊藤忠商事の3社合同でP&Gサンホームを設立。
- 1973年 - 業務用洗剤の販売を目的として、アデカクリーンエイド（現・ADEKAクリーンエイド）を設立。
- 1977年 - P&Gサンホームから撤退。
- 1994年 - マヨネーズ、ドレッシング類の製造を目的にアサヒ・ファインフーズ（株）を設立（現・ADEKAファインフーズ）を設立。
- 1999年4月1日 - 子会社の東海電化工業株式会社と合併[2]
- 2006年 - 株式会社ＡＤＥＫＡに社名変更。本社を中央区日本橋[1]から、創業の地である荒川区東尾久に移転。
- 2018年 - 日本農薬と資本・業務提携を締結。9月28日付で株式公開買付け並びに第三者割当増資により、日本農薬を連結子会社とする[3][4]。

## 歴代社長
- 01代　1917年－1918年　雨宮亘
- 02代　1918年－1938年　鈴木市之助
- 03代　1938年－1943年　磯部愉一郎
- 04代　1943年－1946年　藤堂良譲
- 05代　1946年－1946年　小池一郎
- 06代　1946年－1953年　平林憲一
- 07代　1953年－1962年　東海林武雄
- 08代　1962年－1971年　古山二郎
- 09代　1971年－1977年　河井洋一
- 10代　1977年－1985年　吉田豊
- 11代　1985年－1993年　松井満
- 12代　1993年－1996年　佐々木邦彦
- 13代　1996年－2000年　岩下誠宏
- 14代　2000年－2006年　中嶋宏
- 15代　2006年－2012年　桜井邦彦
- 16代　2012年－2018年　郡昭夫
- 17代　2018年－現職　城詰秀尊

## 主要関係会社

### 国内グループ企業
- ADEKAケミカルサプライ（陽光産業）
- ADEKAライフクリエイト（旭友不動産）
- ADEKAクリーンエイド（アデカクリーンエイド）
- ADEKAファインフーズ（アサヒ・ファインフーズ）
- ADEKA総合設備（アデカ総合設備）
- ADEKA物流（アデカ物流）
- ADEKA食品販売（陽光産業）
- 日本農薬

## CM出演者
- 生田絵梨花（2022年12月28日 - ）[5][6]
- サザエさん - 1950年代の新聞広告で、リス印のマーガリンのキャラクターに起用された

## 提供番組
- ポッポちゃん - ニッポン放送の開局（1954年）から始まったラジオドラマ。
- 変幻三日月丸 - フジテレビの開局（1959年）から始まった時代劇。
- 九ちゃん☆ハイ☆でした! - 1962年から1963年までフジテレビで放送された、坂本九メインの音楽バラエティ番組。それまで明治屋が提供していた『マイ・マイ・ショー』の提供変更と共に改題、当社が発売していた合成洗剤「テル」に因んで、「テルテルショー」という冠名称が付いた。
- アベック歌合戦 - 1966年10月からナショナル魔法瓶工業（「エヴェレストヂャー」名義）と共に提供を担当。名義は「アデカソフト」。
- 塩谷育代のゴルフ魅せます、吉川なよ子の爽やかゴルフ - 古河グループの1社として提供に参加。
- NIKKEI NEWS NEXT - BSテレ東で2024年7月1日から月曜日から金曜日の夜に生放送されている経済を中心とした報道番組。『日経ニュースプラス9』の後継番組である。当社は2024年5月1日から提供開始。[7]